# Sasameki Koto
Sasameki Koto (ささめきこと lit. Palabras susurradas?) es una serie de manga yuri escrita e ilustrada por Takashi Ikeda. Fue publicada en la revista Monthly Comic Alive desde el 26 de mayo de 2007 hasta enero de 2012, y ha sido recopilada en 9 volúmenes. De octubre a diciembre de 2009 se realizó una serie de anime basada en el manga, que constó de 13 episodios.

## Argumento
La historia se centra en Sumika Murasame, una estudiante de quince años que está secretamente enamorada de su mejor amiga, Ushio Kazama. El problema es que a Kazama también le gustan las chicas, pero solo si son lindas y vulnerables, mientras que Murasame es alta, inteligente y buena en los deportes, en especial el karate, por lo que tiene que guardar sus sentimientos mientras ve cómo Ushio se va enamorando de otras chicas.

## Personajes
Sumika Murasame (村雨 純夏 Murasame Sumika?)
 Seiyū: Ayahi Takagaki
La personaje principal de la historia, Sumika es inteligente y buena en los deportes. Su familia es dueña de un dōjō de karate, por lo que ella ha practicado artes marciales desde pequeña, siendo en ocasiones considerada una "genio" del karate. Sin embargo, al darse cuenta de su amor por Kazama, Sumika decide no practicar más karate para tratar de ser más linda y femenina. Debido a sus habilidades e inteligencia, Sumika es popular en el colegio y aunque no es nada violenta en ocasiones es temida por algunos. Secretamente está enamorada de Kazama, pero el hecho de que ella no es su tipo en absoluto la hace sufrir. Muchas veces trata de actuar más dulce y femenina, pero los resultados no son buenos y Kazama sigue ignorante a sus sentimientos. 
Ushio Kazama (風間 汐 Kazama Ushio?)
 Seiyū: Megumi Takamoto
La mejor amiga de Sumika y su compañera de clase, Kazama es una chica ingenua, locamente enamorada de chicas lindas y femeninas. Considera a Sumika una gran amiga, pero es completamente ignorante de sus sentimientos y muchas veces le dice que no es su tipo, sin saber la reacción que esto causa en Sumika. Vive sola con su hermano mayor. 
Tomoe Hachisuka (蓮賀 朋絵 Hachisuka Tomoe?)
 Seiyū: Hitomi Harada
Compañera de clase de Sumika y Kazama que también es lesbiana. Está en una relación con otra compañera, Miyako Taema. Tiene 18 años, habiendo dejado el colegio por dos años para salvar la empresa familiar de la bancarrota (lo cual es públicamente atribuido a su padre). Debido a esta diferencia de edad, ella tiene una visión más madura de la vida que los otros personajes. La familia Hachisuka es muy adinerada y tradicional, pero no tienen más opción que aceptar los hábitos de Tomoe. Ella afirma que "el colegio se trata de estar en clubs", por lo que trata de formar un club para "todas las chicas que aman chicas que no tuvieron más opción que entrar a un colegio mixto". El club es rechazado, pero más tarde lo convierten en un club de karate. 
Miyako Taema (当麻 みやこ Taema Miyako?)
 Seiyū: Chiwa Saito
La novia de Tomoe. Mientras aparenta ser una chica torpe e inocente, popular con los chicos (quienes la llaman "Princesa"), su verdadera personalidad es muy diferente, siendo malvada y grosera, siempre propensa a molestar o hablar mal de otras personas. Tomoe parece ser la única capaz de controlarla; siempre están juntas, y por esta razón no tienen otros amigos antes de conocer a Sumika y las otras. Miyako es la hija del chofer de la familia Hachisuka, un hecho que no le agrada a la familia de Tomoe, pero sobre el cual no pueden hacer nada. 
Azusa Aoi (蒼井 あずさ Aoi Azusa?)
 Seiyū: Mayuki Makaguchi
Una compañera de clase de los personajes principales, es introducida en el segundo volumen. Aoi es una fan del yuri, particularmente de las publicaciones de la novelista de shoujo Orino Masaka, sin saber que esta es realmente el hermano de Kazama, Norio. Sumika sabe esto pero no quiere desilusionarla, por lo que lo mantiene en secreto. Aoi piensa que el amor entre chicas debe ser algo completamente puro y frágil, que debe hacerse a escondidas; por esta razón no aprueba de la relación entre Tomoe y Miyako, considerándolas muy evidentes. Le gusta participar de eventos yuri y escribir doujinshi, y quiere hacer esto junto con Sumika. 
Masaki Akemiya / Akemi Yamasaki (朱宮 正樹 / 山崎 アケミ Akemiya Masaki / Yamasaki Akemi?)
 Seiyū: Ayaka Shimizu
Un chico tímido, compañero de clase de los personajes principales. Le gusta Sumika, pero cuando nota que a esta le gusta Kazama trata de disfrazarse de mujer para llamar su atención. Sin embargo su hermana pequeña se da cuenta y manda unas fotos de él a una revista. Es contratado contra su voluntad y las fotos empiezan a publicarse en revistas, donde Kazama las ve y se "enamora" de "ella", queriéndola conocer. 
Charlotte Munchausen
Una niña alemana, con el sobrenombre Lotte, introducida en el tercer volumen. Es bajita y tiene una apariencia de niña pequeña; su cabello claro y ojos azules la hacen parecer una muñeca. Kazama es encantada por su ternura a primera vista y dice que es un "ángel". A pesar de su apariencia, Lotte no es nada femenina: tiene una dura manera de hablar, practica el karate y quiere ser tan fuerte como Sumika. También actúa inocentemente, y al principio es engañada fácilmente por Kazama para que use lindos vestidos. En el colegio usa un Gakuran, un uniforme de niño, con el fin de preservar el espíritu japonés. 
Kiyori Torioi (鳥追 きより Torioi Kiyori?)
 Seiyū: Emiri Katou
Una compañera de clase y amiga de Sumika y Kazama, generalmente comen el almuerzo juntas entre las tres. Tiene una personalidad alegre y le encanta comer (siempre se le ve comiendo un pan de curry). Según Sumika, ella es heterosexual. 
Norio Kazama / Orino Masaka
El hermano mayor de Kazama. Viven juntos en un desordenado apartamento. Él es un escritor de novelas yuri usando el nombre "Orino Masaka" como seudónimo. Su verdadera identidad no es conocida por su audiencia, por lo cual es creído ser una misteriosa mujer escritora.

## Media

### Manga
Sasameki Koto empezó como una serie de manga escrita e ilustrada por Takashi Ikeda, que empezó a ser serializada en la revista de Media Factory Monthly Comic Alive desde el 26 de mayo de 2007 hasta el 27 de septiembre de 2011. El primer volumen fue publicado el 22 de diciembre de 2007, y el 23 de enero será lanzado el tomo 9 en Japón. El manga ha sido licenciado por Sharp Point Press para publicarse en Taiwán.

### Anime
La serie de anime producida por AIC salió al aire en TV Tokyo y TV Aichi el 7 de octubre de 2009, volviéndose a transmitir en AT-X y otras cadenas unos días después. La serie concluyó el 30 de diciembre de 2009, tras 13 episodios.

#### Lista de episodios
| # | Título                                                                   | Estreno                 |
| --- | ------------------------------------------------------------------------ | ----------------------- |
| 1 | «Palabras susurradas» «Sasameki Koto» (ささめきこと)                     | 7 de octubre de 2009    |
| Ushio Kazama le revela a su mejor amiga Sumika Murasame que hay una chica que le gusta en la librería escolar, Chizuka Nishikigi. Sumika le dice a Ushio que tal vez Chizuka ya tiene novio o alguien que le guste, que mejor la deje o podría salir lastimada. Al día siguiente, Sumika salva a Masaki Akemiya de que le cayera una caja encima, Masaki le dice que es una buena persona, pero Sumika piensa que no es linda. Más tarde, Chizuka discute con Ushio porque el chico que le gusta le ha pedido ayuda para declarársele a Ushio. |                                                                          |                         |
| 2 | «Personas bonitas» «Kawaii Hitotachi» (かわいいひとたち)                 | 14 de octubre de 2009   |
| Ushio se emociona mucho por una modelo de una revista. Mientras tanto, Sumika está muy desanimada porque ella no es considerada bonita por la gente. Durante una clase Masaki le dice a Sumika que es bonita, entonces ella se llena de ánimo y trata de confesarse con Ushio pero queda paralizada al escuchar de Ushio que ella no es de su tipo. Ushio ve a la modelo, quien enseguida sale corriendo, Sumika la persigue hasta un pequeño corredor donde descubre que la modelo es Masaki, entonces Masaki se confiesa con Sumika pero ella lo rechaza. |                                                                          |                         |
| 3 | «Primer beso» «Fāsuto Kisu» (ファーストキス)                             | 21 de octubre de 2009   |
| En una tarde en la escuela, Sumika y Ushio vieron a dos chicas besándose en un salón vacío. Al siguiente día hablan acerca del primer beso. Ushio tiene la loca idea de practicar su primer beso. Sumika se siente decepcionada al ver que Ushio prefiere practicar con un esqueleto que con ella, la convence de que no es la mejor idea. Después de ese día Ushio le pide a Sumika verse después de clase, Sumika piensa que Ushio trae algo en mente, Ushio le deja practicar a Sumika su primer beso, pero usando una máscara de Ultraman. Entonces no se dan cuenta de que son observadas por dos chicas. |                                                                          |                         |
| 4 | «4+1»                                                                    | 28 de octubre de 2009   |
| Sumika se da cuenta de que Tomoe Hachisuka y Miyako Taema son las chicas que ella y Ushio vieron besándose, Tomoe le susurra a Sumika que la vio besándose con Ushio. Tomoe le revela acerca de formar un club de chicas y la invita a formar parte de él, pero Sumika le dice que ella y Ushio no son pareja. Tomoe y Miyako le dicen a Sumika que es obvio que a ella le gusta Ushio por su comportamiento cuando están juntas, terminan convenciéndola de entrar al club, y continúan buscando miembros. Sumika hace que Masaki se vista de mujer en la escuela para buscar más miembros, pero todas rechazan la oferta porque son chicas normales, Sumika decide que tendría mejores resultados vistiendo a Masaki como Akemi Yamasaki la modelo, al dejarlo solo Ushio lo ve e inevitablemente termina siendo parte del club como Akemi la estudiante transferida, pero la formación del club es rechazada por la escuela.                                                                           |                                                                          |                         |
| 5 | «Amigas»                                                                 | 4 de noviembre de 2009  |
| Tomoe y Miyako van a casa de Sumika para estudiar, sin embargo siguen con la idea del club de chicas. Sumika pasa por algunos inconvenientes con ellas al aparecer su criada quien la avergüenza en forma de broma. Al día siguiente deciden "estudiar" en casa de Ushio, donde Sumika se da cuenta de que Ushio al igual que ella guarda la foto que se tomaron al iniciar el curso. La preparación de la cena se convierte en una competencia entre Sumika y Miyako, con resultados desastrosos. Norio el hermano de Ushio llega con algo de takoyaki, después llega Kiyori Torioi. Antes de despedirse Tomoe y Miyako le agradecen a Sumika por ayudarlas a hacer amigos. Cuando Sumika llega a casa, imprime la foto que se tomaron todas juntas. |                                                                          |                         |
| 6 | «La noche de la pareja» «Futari no Yoru» (二人の夜)                      | 11 de noviembre de 2009 |
| Ushio sigue teniendo problemas para verse con Chizuka, sin embargo ella siente que debe pedirle disculpas. Al ver que Chizuka es una chica torpe, Tomoe y Miyako deciden entrenar a Sumika para convertirla en una chica torpe que le guste a Ushio, sin resultado alguno. Más tarde Ushio llega a quedarse una noche en casa de Sumika para hablar sobre Chizuka, Sumika le dice que miente al decirle que ya no sienta nada por Chizuka. En la noche, Ushio le ofrece a Sumika lavarle la espalda (ya que piensa que Sumika es una chica normal que le gustan los chicos), pero Sumika se cae de lo apenada que se siente. Ushio se siente culpable por disgustar a Chizuka, pero Sumika le dice que no es su culpa. En la mañana, Ushio va con Chizuka para disculparse y declarársele, Sumika queda asombrada y desconcertada. |                                                                          |                         |
| 7 | «Chicas adolescentes» «Shōnen Shōjo» (少年少女)                          | 18 de noviembre de 2009 |
| Manaka la hermana menor de Masaki se infiltra en la escuela para preguntarle a Sumika porque rechazo a su hermano. Usando unas tácticas bajas logra que Sumika acepte salir con Masaki. Masaki va a la cita vestido de mujer, mientras que su hermana los persigue para lograr que acaben juntos, Ushio se aburre porque no puede contactar a Sumika, Manaka le hizo unas recomendaciones a su hermano para la cita pero nada resulta, mientras compran ropa, Sumika ya no puede soportar el hecho de que Masaki se ve y actúa más como una chica que ella misma, sale corriendo y se encuentra con un trío de otaku gordos y asquerosos fanáticos de las fotos, Masaki actúa como una chica linda para atraer al trío de otakus gordos, pero termina en problemas ya que no les importa el hecho de que les haya dicho que es un chico. Al final de día Masaki le dice a Manaka que no vuelva a hacer algo como eso, mientras tanto Sumika revisa su teléfono y encuentra seis mensajes de voz de Ushio. |                                                                          |                         |
| 8 | «Murmullo»                                                               | 25 de noviembre de 2009 |
| Algunas compañeras de clase le preguntan a Tomoe y a Miyako si son pareja. Entonces Azusa Aio, les dice que no deben de hablar de algo tan escandaloso en clases, Tomoe la besa y ella sale corriendo. Sumika la sigue y se entera de que Azusa es fan de Masaka Orino, que es el pseudónimo de Norio hermano de Ushio (Norio escribe romances Yuri).Azusa se hace amiga de Sumika al oír que sabe del trabajo de Masaka Orino. Justo entonces resbalan de las escaleras y son sorprendidas por Ushio quien corre llorando. Tomoe arregla que Sumika y Ushio tengan una charla, donde Ushio le dice a Sumika que lloro porque vio a Sumika actuar como un hombre violento, pero sabe que ella no actuaría así. Al aparecer Azusa con algunos dōjinshi de Orino, Ushio le hace prometer a Sumika que no revelara la identidad de Norio. |                                                                          |                         |
| 9 | «Como un girasol» «Himawari no Kimi» (ひまわりの君)                      | 2 de diciembre de 2009  |
| Azusa se emociona mucho por hacer un doujin para la convención Yuri, asumiendo que Sumika le ayudara. Ushio decide no acercarse mucho a Azusa para mantener la identidad secreta de su hermano.Tomoe planea un viaje a la playa del club de las chicas y Sumika fantasea con el traje de baño de Ushio. Azusa se inspira en Sumika para escribir un nuevo doujin, trabaja duro día y noche pero al enseñarle su trabajo a Sumika. Cuando llega el día Sumika no recuerda la promesa de que le ayudaría con el doujin y Azusa corre llorando a su casa, Tomoe lleva a Sumika a casa de Azusa y Sumika se siente mal por no haber recordado. |                                                                          |                         |
| 10 | «Lo que ocurre en verano» «Hapuningu in Samā» (ハプニング・イン・サマー) | 9 de diciembre de 2009  |
| Sumika decide ayudar a Azusa a terminar el doujin para la convención Yuri, con la esperanza de terminar a tiempo y poder ver el traje de baño de Ushio. Pero el viaje termina arruinado porque Tomoe estropea el carro en el que iban, cuando están a punto de terminar de doblar las copias para empastarlas, Azusa nota un error de ortografía, Sumika no soporta dejarlo así, y comienza a sacar unas nuevas copias, teniendo muchos problemas para sacar las copias, en casa de Azusa Sumika tropieza y cae encima de las copias regándolas y haciendo que la madre de Azusa se resbale manchando muchas copias con té, al ver a Azusa decepcionada Sumika decide no ir al viaje y quedarse hasta arreglar el desastre. Para sorpresa de Sumika Ushio llega a la convención y compra una copia de su doujin. |                                                                          |                         |
| 11 | «¡Estoy bien!» «Nandemonai» (なんでもない)                               | 16 de diciembre de 2009 |
| Para animarlas por perderse el viaje a la playa, los padres de Azusa les dieron a todos boletas para la piscina. Ushio no puede permanecer cerca de Azusa por mantener el secreto de su hermano. Convenientemente Kiyori las separa de acuerdo a la talla de brasier, dejando juntas a Ushio, Sumika y Tomoe, unos chicos intentan abordar a Ushio y Tomoe, Sumika los ahuyenta porque la insultan. Sumika compite con Tomoe en la piscina, pero Tomoe es muy hábil, Sumika termina enseñándole a nadar a Ushio. Al darse cuenta Azusa ve que Sumika y Ushio comparten el mismo sentimiento una de la otra, y decide escribir una historia de ellas dos. |                                                                          |                         |
| 12 | «¿Has visto la lluvia?» «Ame o Mitakai» (雨を見たかい)                   | 23 de diciembre de 2009 |
| Un día lluvioso, las chicas encuentran una nota escondida en un libro refiriéndose a cierta cosa, entonces deciden buscar que es. Después de investigar un poco encuentran una llave de una consigna, pero esta se encuentra en el lado de las consignas de los chicos, Sumika lleva a Masaki para que vaya por ellas. La consigna contiene otra nota mencionado una persona Alemana. Con la ayuda de Azusa, encuentran la conexión con las pinturas Alemanas en el cuarto de música. Esto los lleva al arroyo (que en alemán es "bach"), luego se dan cuenta de que no era más que una broma, pero al final la pasaron bien todo el rato. |                                                                          |                         |
| 13 | «Llamándote»                                                             | 30 de diciembre de 2009 |
| Sumika tiene que ir con su familia en un viaje para visitar unas tumbas y un festival obon, prometiéndole que le llamaría en cuanto llegara. Pero, la casa donde se iban a quedar resultó dañada durante un incendio, entonces fueron reacomodados en un templo en las montañas, y por mucho que Sumika le buscaba no había señal de celular, y no podía hablarle a Ushio. Al día siguiente, Sumika fue puesta a cargo de algunos niños. Mientras visitaban el río, uno de los niños, Teru que trepaba un árbol cayo al río, y Sumika lo salvo, resultando su celular empapado en el proceso. Ushio seguía preocupada porque todavía no le hablaba Sumika, si había resultado atrapada en un accidente o algo. Teru se disculpó con Sumika por todos los problemas que le había causado. El celular de Sumika empezó a funcionar de nuevo y pudo hablar con Ushio durante el festival de obon. |                                                                          |                         |